# Chromatoiulus rosenauensis
Chromatoiulus rosenauensis är en mångfotingart som beskrevs av Karl Wilhelm Verhoeff 1897. Chromatoiulus rosenauensis ingår i släktet Chromatoiulus, och familjen kejsardubbelfotingar. Inga underarter finns listade.